# Quartier de la Grange-aux-Belles
Le quartier de la Grange-aux-Belles est un micro quartier de Paris.

## Situation et accès
Situé dans le 10e arrondissement de Paris, quartier administratif de l'Hôpital-Saint-Louis, il est délimité par :
- au nord-ouest, le quai de Jemmapes avec le canal Saint-Martin ;
- au nord-est, la rue Louis-Blanc ;
- a l'est, la place du Colonel-Fabien, qui le sépare du 19e arrondissement ;
- au sud-est, la rue de la Grange-aux-Belles ;
- au sud-ouest, la rue des Écluses-Saint-Martin.

Il est traversé par :
- la rue Boy-Zelenski, la rue Francis-Jammes, la place Robert-Desnos, la rue Albert-Camus, la rue Georg-Friedrich-Haendel ainsi que le square Amadou-Hampaté Bâ.

Entièrement piéton, il est en partie construit sur dalle.
Il dispose de divers équipements, dont un espace sportif, centre d'animation, un centre médical, une école maternelle, un collège, le square Amadou-Hampaté Bâ et un stade en son centre.
Il est desservi par la station de métro Colonel Fabien (ligne 2) à l'est. Il est également proche de la station Louis Blanc (ligne 7 et 7 bis).

## Historique
Il est aménagé à partir de 1978 par les architectes Jean-Jacques Orzoni et Jacques Labro, grand prix de Rome, sous le nom de « ZAC Jemmapes-Grange-aux-Belles ».
La Grange-aux-Belles est un lieu historique du hip-hop parisien dans les années 1980, notamment grâce à des sessions open mic organisées par DJ Chabin de 1983 à 1987. Il est cité par Doc Gynéco dans son album Première consultation, ainsi que par Esso Luxueux  dans l'album collaboratif Private Club.